# Partit Rus dels Pensionistes per la Justícia Social
El Partit Rus dels Pensionistes per la Justícia Social (en rus: Российская партия пенсионеров за социальную справедливость/ Rossíyskaya Pártiya Pensionérov za sotsiálnuyu spravedlívost) és un partit polític conservador rus, conegut habitualment com a Partit dels Pensionistes.

## Història
Va ser fundat com a Partit dels Pensionistes el 1997, amb Serguei Atroshenko com el seu primer president. El 29 de maig de 1998, el partit va ser registrat en el Ministeri de Justícia. En les eleccions de desembre de 1999 a la Duma Estatal, el partit va guanyar el 1.95% dels vots i un escó.
En les eleccions legislatives de 2003, l'aliança del Partit dels Pensionistes de Rússia i el Partit de la Justícia Social de Rússia va obtenir el 3,1% del vot popular, però malgrat la pujada general va perdre la representació a la Duma.
El 31 de gener de 2004, en un congrés extraordinari del partit, el president Serguei Atroshenko va ser destituït del seu càrrec pel seu pobre acompliment. El 27 de març de 2005, Valeri Gartung va ser escollit president.
Entre 2004 i 2005, el partit va tenir diversos èxits a nivell regional. El seu resultat més alt va ser de 20.7% en les eleccions per a la Duma Regional de l'Óblast de Magadan al 2005. El mateix any la formació va guanyar les eleccions a Tomsk, rebent el 19,8% dels vots, en comparació amb el 17,85% de Rússia Unida.
El 28 d'octubre de 2006, el Partit es va fusionar amb el Partit Rus de la Vida i Rodina en una nova plataforma política amb aspiració de generar un bipartidisme al país, Rússia Justa, mantenint activitat amb una organització pública. El 7 d'abril de 2012, però, el partit va abandonar la plataforma i va ser refundat a Moscou, sota el lideratge de Zótov. L'actual líder del partit és Vladímir Burakov.
En 2018, el partit va anunciar el seu suport a l'actual president Vladímir Putin en les eleccions presidencials.